# 282. pr. Kr.
◄ | 4. stoljeće pr. Kr. | 3. stoljeće pr. Kr. | 2. stoljeće pr. Kr. | ►
◄ | 310-ih pr. Kr. | 300-ih pr. Kr. | 290-ih pr. Kr. | 280-ih pr. Kr. | 270-ih pr. Kr. | 260-ih pr. Kr. | 250-ih pr. Kr. | ►
◄◄ | ◄ | 285. pr. Kr. | 284. pr. Kr. | 283. pr. Kr. | 282 pr. Kr. | 281. pr. Kr. | 280. pr. Kr. | 279. pr. Kr. | ► | ►►
Astronomija

## Događaji
- Nakon 12 godina, dovršena gradnja Kolosa s otoka Roda
- Bitka kod Populonije: Rim konačno krši etruščanski otpor i počima vladati Italijom

## Vanjske poveznice
|  | Zajednički poslužitelj ima još gradiva o temi 282. pr. Kr. |